# Любов Андрій Іванович
Любов Андрій Іванович (нар. 26 вересня 1969, Гурьєв Казахстан) - український скульптор, драматург, художник. Поєднує різні сфери мистецтва: оповідання, скульптури, п'єси, інсталляції, картини.

## Життєпис
Народився 26 вересня 1969 року в місті Гурьєв у Казахстані.
З 1986  — 1992 рр навчався в Одеському екологічному університеті
Основні творчі напрями, в яких працює: скульптура, інсталляція, перформанс, драматургія, живопис.
Колекціонер, має колекцію штопорів, які присутні в каталозі аукціонного дому Крістіз.
На базі особистої колекції створив Музей театру в Одесі. 2013 року заснував театр-галерею «Алоха». Театр, крім організації вистав, займається популяризацією сучасного мистецтва, створенням перформансів, інсталяцій, скульптурних композицій (паблік-арт, ленд-арт).

## Творчість

### Скульптури

#### Сонячне серце

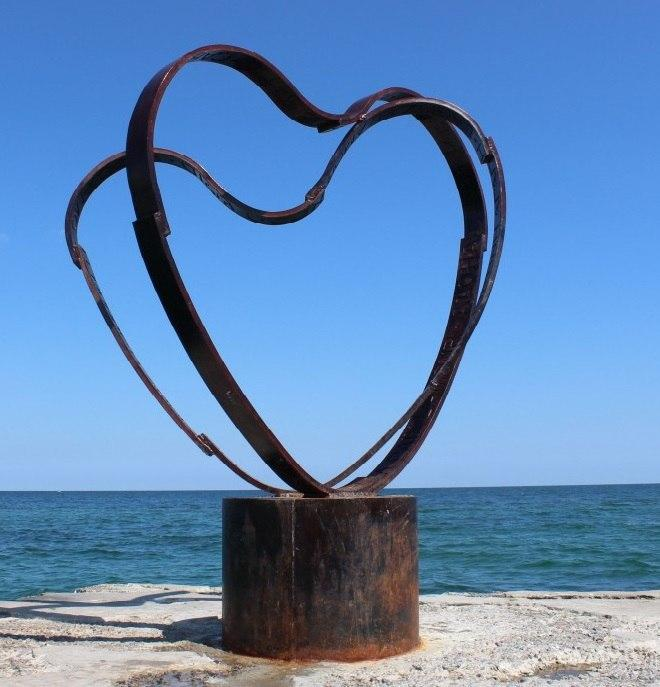
Арт-об'єкт Сонячне серце

Перший в Україні арт-об'єкт встановлений на пірсі. Розміщений він на 13-тій станції біля Великого фонтану в Одесі
Робота представляє собою композицію з двох переплетених металевих сердець. На внутрішній стороні яких вигравіювано на 20-ти мовах слова: «любов та мир». Вага скульптури 800 кг.
На створення скульптури Андрія надихнув конкурс «Одеса-2056», оголошений Всесвітнім клубом одеситів. Для нього письменник створив розповідь «Чортова дюжина Великого Фонтану». У ньому описуються перетворення, які відбудуться в Одесі через сорок дев'ять років. Одним з них стала установка скульптури на пірсі. За сюжетом, коли під час сходу сонячний промінь проходить між двох сердець — виконуються всі бажання.
Втілити задум композиції допоміг одеський скульптор Михайло Рева, який здійснював технічний супровід арт-об'єкту.
Автор планує, що скульптура буде змінюватися. Він порівнює її з рамою, в яку може бути вставлена будь-яка картина. Арт-об'єкт було встановлено 23 квітня 2017 року. Під час установки в основу заклали капсулу з книгою «Алоха» і прикрасою у формі серця. 19 травня відбулося урочисте відкриття скульптурної композиції. Установка скульптури і її популярність серед жителів і гостей міста стала приводом для благоустрою навколишнього простору. У грудні 2017 року було проведено ремонт траверса, на якому була встановлена скульптура.

#### Ключ визнання

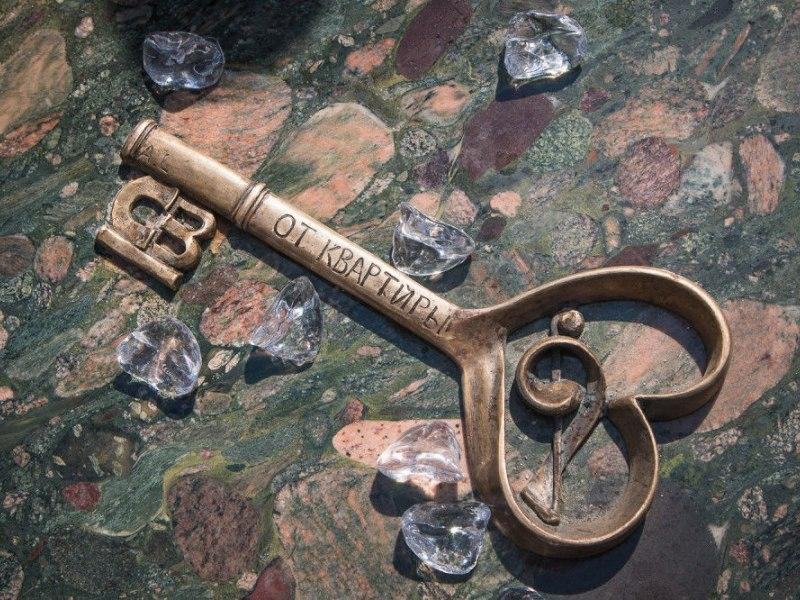
Арт-об'єкт Ключ визнання

13 квітня в 14:00 в Одесі, за адресою Ільфа і Петрова 4, відбулося відкриття арт-об'єкту, присвяченого роману Дванадцять стільців.
Арт-об'єкт називається «Ключ визнання» і являє собою бронзовий ключ. Назва «Ключ визнання» висловлює захоплення талантом двох письменників, які прославили Одесу. Робота претендує на звання найменшої скульптури в місті — її довжина всього 38 сантиметрів. На творі можна помітити деталі у вигляді скрипкового ключа, серця, а також скорочений напис «СВ», що розшифровується як «Счастья Вам».
Ідея арт-об'єкту, у автора з'явилася на початку року, після перечитування роману «12 стільців». До відкриття автори проекту тримали в секреті те, яким буде арт-об'єкт. Було відомо лише те, що робота зображує річ, яка згадується в романі, але якої там немає.
Дата відкриття скульптури теж символічна. 15 квітня — перша дата, яка зустрічається в романі: «В п'ятницю 15 квітня 1927 року Іполит Матвійович, як зазвичай, прокинувся о пів на восьму і одразу ж просунув ніс у старомодне пенсне із золотою дужкою», — написано у Ільфа і Петрова. Але оскільки для Іполита Матвійовича 15 число було затьмарене відходом тещі, відкриття скульптури перенесли на два дні раніше. На відкритті-перформансі театр «Алоха» і театр Перуцька представили сценки з роману.

#### Bloom
Арт-об'єкт встановлено на розі вулиць Інглезі та академіка Корольова. Робота являє собою сюрреалістичну комбінацію жіночої ступні, високого каблука та квітки. Робота виконана в стилі постантічності і неосоцреалізму. Висота об'єкта — 4,7 метри. На підошві ступні — напис англійською: "Philosophy begins in wonder. Plato (Філософія починається з подиву. Платон)

#### П'єдестал
На вулиці Академіка Корольова в Одесі 30 грудня в 2019 році відкрито арт-об'єкт «П'єдестал». Це куб правильної форми, який підтримує монументальна рука. Об'єкт передбачає взаємодію з глядачем — пальці кисті служать символічними ступенями, за якими на п'єдестал може піднятися будь-який бажаючий. Куб виготовлений з мінералу, який називається Лабрадорит. Розмір п'єдесталу — кубічний метр, а важить він 3,5 тонни.
За словами автора, робота присвячена «найважливішій людині України». Зрозуміти, хто ця людина, можна вставши на п'єдестал і прочитавши написи на камені: «Це я» і «Human is a work of art» («Людина — витвір мистецтва»).
Під час створення арт-об'єкту автор залучив до створення скульптури більше 50 чоловік з Одеси, Києва, Харкова та Львова. Для цього скульптор організував майстер-класи, на яких кожен зміг створити свою версію роботи. Таким чином, інтерактивною стала не тільки скульптура, а й сам процес її створення. Витвір мистецтва присвячується дітям і дорослим, вчителям і лікарям, військовим і цивільним, робітникам і чиновникам, художникам і поетам, скульпторам і музикантам. Скульптурна композиція передає з одного боку ідею, що будь-яка людина є вищим творінням, а з іншого, що в перебігу життя кожен прагне, за підтримки суспільства, піднятися на свій п'єдестал.

### Персональні проекти
- Галерея Алоха — відкрита у 2017 році на 13 станції Великого Фонтану під відкритим небом. Тут були представлені інсталяції: «Двері», «Неба нема», «Жерсть»
- Галерея інсталяцій під відкритим небом проведена в 2013 році в таборі Берегиня
- Ангел в коробці — виставка, яка проводилась з 15 лютого по 1 березня 2013 року в приміщенні експериментального центру сучасного мистецтва «Чайна фабрика»[8]
- Chaos beach art — виставка, яка проходила на 2 поверсі Театру Перуцького (Одеса), відкита наприкінці грудня 2015 року. Де були представлені інсталяції, картини. Крім того, відвідувачі могли самі малювати картини. А в кутку приміщення насипаний пісок — «Виставка-очікування літа».[9]
- Неформальне художнє об'єднання Public Art — засноване в 2017 році.[10]

### Вистави та п'єси
- Вистава «Bloom» (автор сюжету та інсценізації, режисер-постановник, художник-постановник, аранжувальник, автор відеомаппінгу — Олексій Коломійцев)
- Я — річ[11]
- Чоловіки не пишуть щоденники[12]
- Алоха

### Колективні проекти
Фестиваль вільних мистецтв «Сонячне серце»
З 1 по 29 серпня 2020 року в Одесі пройшов пляжний фестиваль сучасних видів мистецтв. Протягом місяця глядачі могли прийти на пляж на 13 станції Великого Фонтану та прямо біля моря подивитися на інсталяції сучасних митців, послухати живу музику, подивитися авторське кіно чи взяти участь у майстер-класах та інших художніх активностях. Крім того, на фестивалі діяв еко-пленер, де одеські художники малювали «з натури» море та відпочиваючих.
За словами организаторів, Андрія Любова та Арт-майстерні «Bloom», фестиваль планують зробити щорічним.
Перший рік фестивалю ознаменувався тим, що в його рамках провели також фестиваль мобільного кіно та відеоарту, де свої роботи могли представити усі бажаючі.

#### Дві півкулі: art&contenporary
12 квітня спільно з творчою майстернею Олени Ковальчук і Театром-галереєю Перуцького організував і провів виставку «Два півкулі: art & contemporary». Головна мета виставки показати відвідувачам все різноманіття мистецтва, розкрити його межі, привернути увагу до робіт молодих одеських художників. На виставці було проведено перший театральний аукціон. Виручені кошти з якого пішли на підтримку художників і акторів. Тоді ж організаторами було прийнято рішення зробити експозицію виставки постійною.

#### Музей театру (Театр Перуцького)
27 березня на Канатній 71 відкрили Музей театру. Подія була приурочена до Всесвітнього дня театру. Він не схожий на інші музеї так як всіх експонатів можна торкатись руками. Сам музей створений на основі особистої колекції Андрія Любова. Засновниками музею стали Андрій Любов і керівник Театру на Канатній Олександр Перуцький.

#### Виставка «Екопленер»
1 вересня 2019 року на пляжі Ланжерон влаштували виставку фантастичних скульптур і картин. Більшість з них створені з вторинного матеріалу. Скульптури — з металобрухту, а основою для картин служить звичайний картон, який раніше був пакувальними коробками. Це — арт-акція присвячена питанням екології. Тут збирали кошти для еко-заходів до Дня чистоти, який відзначають 15 вересня.

### Перформанси
- Артисти балету в музеї — 7 березня 2020 року в Одеському художньому музеї відбувся перформанс «Артисти балету в музеї». Він представляв собою балетний слоу-арт: неголосно звучить класична музика, балерини в сценічних костюмах не поспішаючи ходять по залу і насолоджуються представленими картинами. В руках кожна балерина тримала по червоній гербера — символі весни, свята, цвітіння і краси. В даному проекті об'єднані дві культурні інституції, два види мистецтва і дві площини життя.[19][20]
- Перше мистецтво — перофманс пройшов 11 жовтня 2019 на Дерібасівській. Його мета привернути інтерес до читання і творчості українських письменників. На заході одеські поети читали власні вірші та твори відомих класиків.[21]
- Явна вечеря — проведений у 2018 році (сімейний етнотабір Берегиня).
- Пляжний рух — 18 вересня 2018 року (сімейний етнотабір Берегиня).
- Налий — 29 вересня 2017 року (сімейний етнотабір Берегиня).
- Мені би в небо — 26 квітня 2018 року (сімейний етнотабір Берегиня).
- Годування дельфінів — сімейний етнотабір Берегиня.
- Сансет — щорічний перфоманс присвячений сезонному закриттю сімейного таботру Берегиня.

### Арт-об'єкти
- Основи риторики — джерелом ідеї роботи «Основи риторики» стала Бема, піднесена платформа, яку в древніх Афінах використовували подіумом для оратора. Інсталяція складається з двох платформ: платформи для спікера і платформи для слухача.
- Погодуй акулятко Мотю — екоакція на пляжі в Затоці, було встановлено баскетбольний щит з великою сіткою, куди відвідувачі пляжу могли кидати сміття, щоб не забруднювати пляж.

### Книги
Алоха — у книзі надруковані п'єси, розповіді, інсталяції та вірші в самих незвичайних жанрах і для різних вікових груп. Також описано як з інсталяцій і оповідань створювалися скульптури паблік-арту в Одесі.

## Нагороди
- Призер міжнародного театрального конкурсу «Молоко»
- Призер міжнародного театрального конкурсу «Зелена точка»